# Kanstanzin Sacharau
Kanstanzin Michailawitsch Sacharau (belarussisch Канстанцін Міхайлавіч Захараў, russisch Константин Михайлович Захаров/Konstantin Michailowitsch Sacharow; * 2. Mai 1985 in Minsk, Weißrussische SSR) ist ein belarussischer Eishockeyspieler, der mit der belarussischen Nationalmannschaft an den Olympischen Winterspielen in Vancouver 2010 teilnahm. Er wurde insgesamt viermal belarussischer Meister. Sein in der Kasachischen SSR geborener Vater Michail Sacharau ist ein bekannter belarussischer Eishockeytrainer.

## Karriere
Kanstanzin Sacharau stammt aus dem Nachwuchsbereich des HK Junost Minsk. Im Jahr 2001 wechselte er nach Moskau und spielte für die zweite Mannschaft von Krylja Sowetow Moskau in der drittklassigen Perwaja Liga. Ein Jahr später kehrte er in seine Heimat zurück, wo er sowohl für seinen Heimatverein Junost, als auch für den HK Homel aufs Eis ging. Mit Homel gewann er 2003 die belarussische Meisterschaft sowie den belarussischen Pokalwettbewerb und wurde Vizemeister der East European Hockey League.

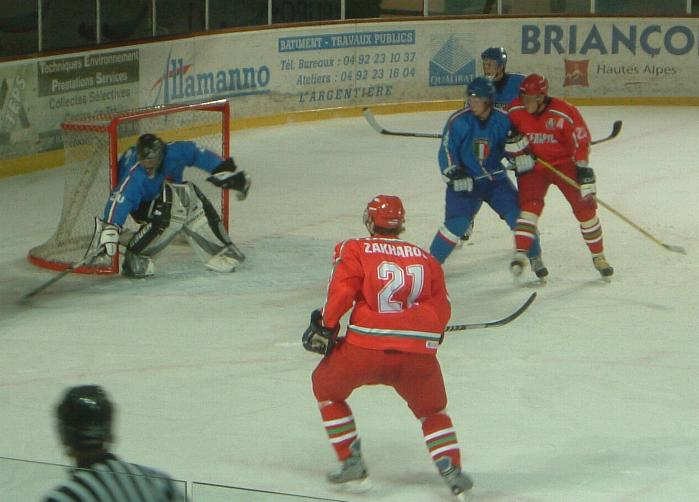
Sacharau im Trikot der belarussischen U20-Nationalmannschaft.

Beim NHL Entry Draft 2003 wurde er in der dritten Runde von den St. Louis Blues ausgewählt und entschloss sich daraufhin, nach Nordamerika zu wechseln. Die Saison 2003/04 verbrachte er bei den Moncton Wildcats, die ihn beim CHL Import Draft des Jahres in der ersten Runde als insgesamt 22. Spieler gezogen hatten, in der Québec Major Junior Hockey League. Danach erhielt er seinen ersten Profivertrag bei den Worcester IceCats aus der American Hockey League, dem damaligen Farmteam der St. Louis Blues.
Die Saison 2005/06 begann er in der ECHL bei den Alaska Aces, kehrte aber nach acht Spielen nach Belarus zu seinem Heimatverein zurück. Ein Jahr später versuchte er erneut, in Nordamerika Fuß zu fassen und absolvierte 32 AHL-Partien für die Peoria Rivermen. Im Frühjahr 2007, kurz vor den Play-offs in Belarus, kehrte er abermals in seine Heimat zurück, wo er seither für Junost Minsk in der belarussischen Extraliga spielte. Dabei wurde er 2008 belarussischer Vizemeister und 2009 Meister. Im Januar 2010 wurde Kanstanzin Sacharau vom KHL-Teilnehmer HK Dinamo Minsk ausgeliehen und Sacharau absolvierte vier Partien für Dinamo. Da Dinamo die Play-offs 2010 verpasste, kehrte er nach der Olympiapause zum HK Junost Minsk zurück und bestritt für diesen die Play-offs der Extraliga.
Zwischen August 2013 und 2015 stand Sacharau beim HK Dinamo Minsk in der Kontinentalen Hockey-Liga unter Vertrag. Nachdem er den Beginn der Spielzeit 2015/16 beim HK Ertis Pawlodar in Kasachstan verbracht hatte, kehrte er noch vor dem Jahreswechsel erneut zu Junost Minsk zurück. Mit Junost wurde er 2016 ein weiteres Mal belarussischer Meister. 2018 gewann er mit dem Klub den IIHF Continental Cup. Anschließend beendete er seine Laufbahn.

### International
Kanstanzin Sacharau spielte zwischen 2000 und 2005 bei allen wichtigen Turnieren für die Nachwuchs-Nationalmannschaften Belarus’. Dabei konnte er zweimal die Scorerwertung einer Junioren-Weltmeisterschaft gewinnen.
Aufgrund der verletzungsbedingten Ausfälle der beiden NHL-Stürmer Andrej Kaszizyn und Michail Hrabouski wurden Dsmitryj Mjaleschka und Sacharau am 15. Februar 2010 für die Olympischen Winterspiele 2010 nachnominiert. Sacharau absolvierte mit der belarussischen Nationalmannschaft vier Spiele beim olympischen Turnier, wobei ihm ein Tor gelang.

## Erfolge und Auszeichnungen
- 2003 Belarussischer Meister mit dem HK Homel
- 2003 Belarussischer Pokalsieger mit dem HK Homel
- 2003 Vizemeister der East European Hockey League mit dem HK Homel
- 2008 Belarussischer Vizemeister mit dem HK Junost Minsk
- 2009 Belarussischer Meister mit dem HK Junost Minsk
- 2011 IIHF-Continental-Cup-Gewinn mit dem HK Junost Minsk
- 2011 Belarussischer Meister mit dem HK Junost Minsk
- 2016 Belarussischer Meister mit dem HK Junost Minsk
- 2017 Belarussischer Vizemeister mit dem HK Junost Minsk
- 2018 Gewinn des IIHF Continental Cups mit dem HK Junost Minsk
- 2018 Belarussischer Vizemeister mit dem HK Junost Minsk

### International
- 2001 Aufstieg in die Top Division bei der U18-Junioren-Weltmeisterschaft
- 2003 Topscorer der U18-Junioren-Weltmeisterschaft
- 2004 Aufstieg in die Top Division bei der U20-Junioren-Weltmeisterschaft
- 2004 Bester Stürmer der U20-Junioren-Weltmeisterschaft der Division I, Gruppe B
- 2004 Topscorer der U20-Junioren-Weltmeisterschaft der Division I, Gruppe B

## Karrierestatistik

### International
Vertrat Belarus bei:
| - U18-Junioren-Weltmeisterschaft 2000 - U20-Junioren-Weltmeisterschaft 2001 - U18-Junioren-Weltmeisterschaft 2001 der Division I - U20-Junioren-Weltmeisterschaft 2002 - U18-Junioren-Weltmeisterschaft 2002 | - U20-Junioren-Weltmeisterschaft 2003 - U18-Junioren-Weltmeisterschaft 2003 - U20-Junioren-Weltmeisterschaft 2004 der Division I - U20-Junioren-Weltmeisterschaft 2005 - Olympischen Winterspielen 2010 |

(Legende zur Spielerstatistik: Sp oder GP = absolvierte Spiele; T oder G = erzielte Tore; V oder A = erzielte Assists; Pkt oder Pts = erzielte Scorerpunkte; SM oder PIM = erhaltene Strafminuten; +/− = Plus/Minus-Bilanz; PP = erzielte Überzahltore; SH = erzielte Unterzahltore; GW = erzielte Siegtore; 1 Play-downs/Relegation; Kursiv: Statistik nicht vollständig)